# Henry de Beaumont, 5. Earl of Warwick
Henry de Beaumont, 5. Earl of Warwick (auch Henry de Newburgh) (* um 1192; † 10. Oktober 1229) war ein englischer Magnat. 
Henry de Beaumont entstammte der anglonormannischen Familie Beaumont. Er war der älteste Sohn von Waleran de Beaumont, 4. Earl of Warwick und von dessen ersten Frau Margery de Bohun. Sein Vater starb bereits 1203, als Henry noch minderjährig war. Nachdem er noch 1212 auf der Seite von König Johann gestanden hatte, stand er während des Ersten Kriegs der Barone auf der Seite der Rebellen. Als nach dem Krieg der Barone der Regentschaftsrat unter Hubert de Burgh königliche Ländereien und Burgen zurückforderte, die seit dem Bürgerkrieg noch im Besitz von anderen Baronen waren, unterstützte Beaumont jedoch den Regentschaftsrat. Zusammen mit anderen Magnaten unterstützte er 1227 Richard von Cornwall, den jüngeren Bruder von König Heinrich III., als dieser kurzzeitig vergeblich gegen seinen Bruder rebellierte.
In erster Ehe heiratete er nach 1205 Margery de Oilly, die älteste Tochter von Henry de Oilly und von dessen Frau Maud de Bohun. Seine Frau wurde nach dem Tod ihres Vaters Miterbin von dessen Besitzungen und erbte Hook Norton in Oxfordshire. Mit ihr hatte er mindestens zwei Kinder:
- Thomas de Beaumont, 6. Earl of Warwick (nach 1205–1242)
- Margaret de Beaumont, Countess of Warwick († 1253)

Nach dem Tod seiner ersten Frau heiratete er vor dem 1. Mai 1220 in zweiter Ehe 1220 Philippa Basset, eine Tochter von Thomas Basset, Lord of Headington, der nach dem Tod seines Vaters sein Vormund gewesen war. Die Ehe blieb kinderlos.
Sein Erbe wurde sein Sohn aus erster Ehe Thomas de Beaumont, 6. Earl of Warwick. Seine Witwe Philippa heiratete nach seinem Tod in zweiter Ehe Richard Siward. 